# Robert FitzRoy

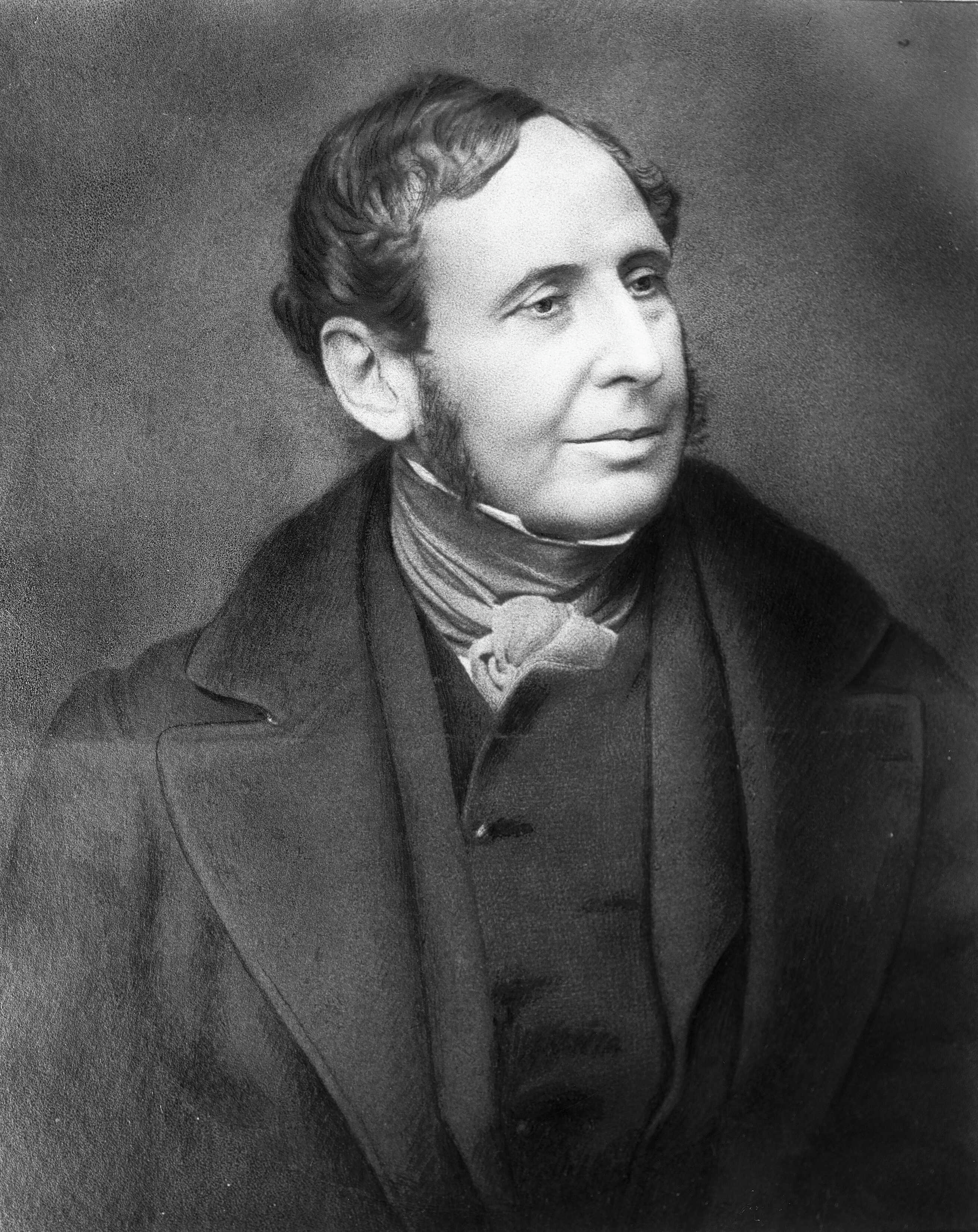
Robert FitzRoy in seiner Zeit als Gouverneur von Neuseeland (1843–1845)

Robert FitzRoy (* 5. Juli 1805 auf Ampton Hall bei Bury St Edmunds, Suffolk, England; † 30. April 1865 in Lyndhurst House, Upper Norwood, Surrey, England) war britischer Marineoffizier, Meteorologe und von 1843 bis 1846 Gouverneur von Neuseeland. In den 1830er Jahren war er Kapitän des Forschungsschiffs Beagle, auf dem der junge Charles Darwin wertvolle Erkenntnisse sammelte. Mit knapp 60 Jahren nahm sich der depressiv veranlagte Offizier das Leben.

## Leben

### Persönliches
Robert FitzRoy entstammte einer adligen Familie. Er war der jüngste Sohn des Generals Lord Charles FitzRoy (1764–1829) aus dessen zweiter Ehe mit Lady Frances Anne Stewart, Tochter des Robert Stewart, 1. Marquess of Londonderry. Sein Großvater Augustus FitzRoy, 3. Duke of Grafton, war von 1768 bis 1770 britischer Premierminister. Ab 1809 lebte die Familie auf Wakefield Lodge, Northamptonshire, wo FitzRoy seine Kindheit verbrachte.
Er war zweimal verheiratet. Seine erste Frau Mary Henrietta O’Brien (* 1812; † 5. April 1852), Tochter von Generalmajor Edward James O’Brian, heiratete er 1836. Ihr gemeinsamer Sohn war der spätere Vize-Admiral Sir Robert O’Brian Fitzroy (* 2. April 1839; † 7. Mai 1896). Mit seiner zweiten Frau Maria Isabella Smyth († 29. Dezember 1889), die er 1854 heiratete, hatte er eine Tochter namens Laura Maria Elizabeth Fitzroy (* 24. Januar 1858; † 6. Dezember 1943).
Darwin erlebte seinen zeitweiligen Vorgesetzten, Reisegefährten und wissenschaftlichen Kollegen als ungewöhnlich widersprüchlichen Menschen. FitzRoy sei oft „nobel“, aber auch leicht zu kränken und dabei aufbrausend gewesen. Zeitlebens verfiel er immer mal wieder dem Trübsinn. Als er ertaubte, für seine „Wettervorhersagen“ verspottet wurde und sich 1865 erneut vom Marineministerium übergangen fühlte, sei der adlige Mann „seiner eigenen Raserei zum Opfer“ gefallen und habe sich „in einem Anfall von Verzweiflung“ mit seinem Rasiermesser die Kehle durchgeschnitten.

### Royal Navy
Ab Februar 1818 besuchte FitzRoy die Royal Naval Academy in Portsmouth. Bereits 1819 heuerte er auf einem Schiff an, im Jahr darauf trat er in die Royal Navy ein. Am 7. September 1824 beendete er seine Ausbildung zum Lieutenant mit dem besten Ergebnis, das bis dahin von einem Offiziersanwärter erreicht worden war. Kurz nach seiner Beförderung trat er seinen Dienst auf HMS Thetis an. 1828 wurde er nach Südamerika beordert, wo er an Bord der HMS Ganges unter dem Kommando von Admiral Sir Robert Waller Otway Dienst tat. Bereits am 15. Dezember desselben Jahres wurde er in Rio de Janeiro von Otway zum stellvertretenden Kapitän der HMS Beagle ernannt, die zu dieser Zeit die HMS Adventure auf einer Vermessungsexpedition nach Feuerland begleitete, nachdem sich der Kapitän der Beagle, Pringle Stokes, während der Fahrt das Leben genommen hatte. FitzRoy führte die Beagle sicher zurück nach Plymouth, wo sie am 14. Oktober 1830 anlegte. Von der Reise brachte der junge Kapitän vier Feuerländer mit, die er und seine Mannschaft in der Umgebung der Bucht von Wulaia entführte, um sie zum Christentum zu bekehren und sie später als Missionare in ihre Heimat zurückzubringen. Die Feuerländer erhielten durch die Besatzung vergebene, eigene Namen, so York Minster, Jemmy Button, Fuegia Basket und Boat Memory. Die ursprünglichen Namen der ersten drei waren jeweils el'leparu, o'run-del'lico und yok'cushly. Boat Memory starb an Pocken kurz nach seiner Ankunft in England, und seine Yahgan Namen bleiben unbestimmt.

### Die zweite Reise mit HMSBeagle

Die Reiseroute der Beagle

Nachdem FitzRoy im Mai 1831 als Kandidat der Tories für einen Sitz im Unterhaus im Wahlkreis Ipswich gescheitert war, plante er, auf eigene Kosten eine Forschungsexpedition nach Südamerika auszurüsten. Durch die Fürsprache eines Gönners bei der Admiralität, erhielt er jedoch erneut das Kommando der HMS Beagle, das er am 25. Juni 1831 antrat. Er ließ das Schiff nochmals gründlich modernisieren und renovieren, teilweise auf eigene Kosten, bevor es am 27. Dezember 1831 von Devonport aus wieder in See stach.
Mit an Bord war – neben den drei überlebenden bekehrten Feuerländern, die Jemmy Button, York Minster und Fuegia Basket getauft worden waren – auf Empfehlung des Botanikers Henslow der 22-jährige Theologe und Naturwissenschaftler Charles Darwin, der auf dieser Fahrt die Erkenntnisse gewann, aus denen er später seine bedeutende Evolutionstheorie entwickelte. FitzRoy hatte über die Admiralität und seinen Freund Francis Beaufort nach einem zivilen, naturwissenschaftlich bewanderten Reisebegleiter gesucht, zu jener Zeit kein ungewöhnlicher Vorgang bei Forschungs- und Vermessungsexpeditionen, die von der Navy gestützt wurden. FitzRoy führte die HMS Beagle an der südamerikanischen Küste entlang, durch die Magellanstraße in den Pazifik bis zu den Galapagosinseln, wo Darwin die wesentlichen Entdeckungen für seine Theorie machte. Die Reise führte über Neuseeland wieder zurück nach Falmouth, wo sie am 2. Oktober 1836 endete.
FitzRoy hatte fast fünf Jahre gemeinsam mit Darwin verbracht und sogar seine Kajüte mit ihm geteilt. Gleichwohl verurteilte er Darwins Theorien später als Irrlehren und lehnte sie mit Berufung auf die Bibel in aller Öffentlichkeit ab. Aus der Reise gingen drei Bände hervor. Der erste Band enthält eine umfassende Chronik der Reise, der zweite unter anderem das Wetterjournal, in dem erstmals die Windgeschwindigkeiten nach der Beaufortskala aufgezeichnet worden sind. Darwins Beobachtungen bilden den letzten Band des Reiseberichts.

### Gouverneur von Neuseeland
Von 1843 bis 1845 war FitzRoy Gouverneur von Neuseeland. 1850 zog er sich aus dem aktiven Marinedienst zurück und widmete sich seinen wissenschaftlichen Interessen.

### Meteorologe

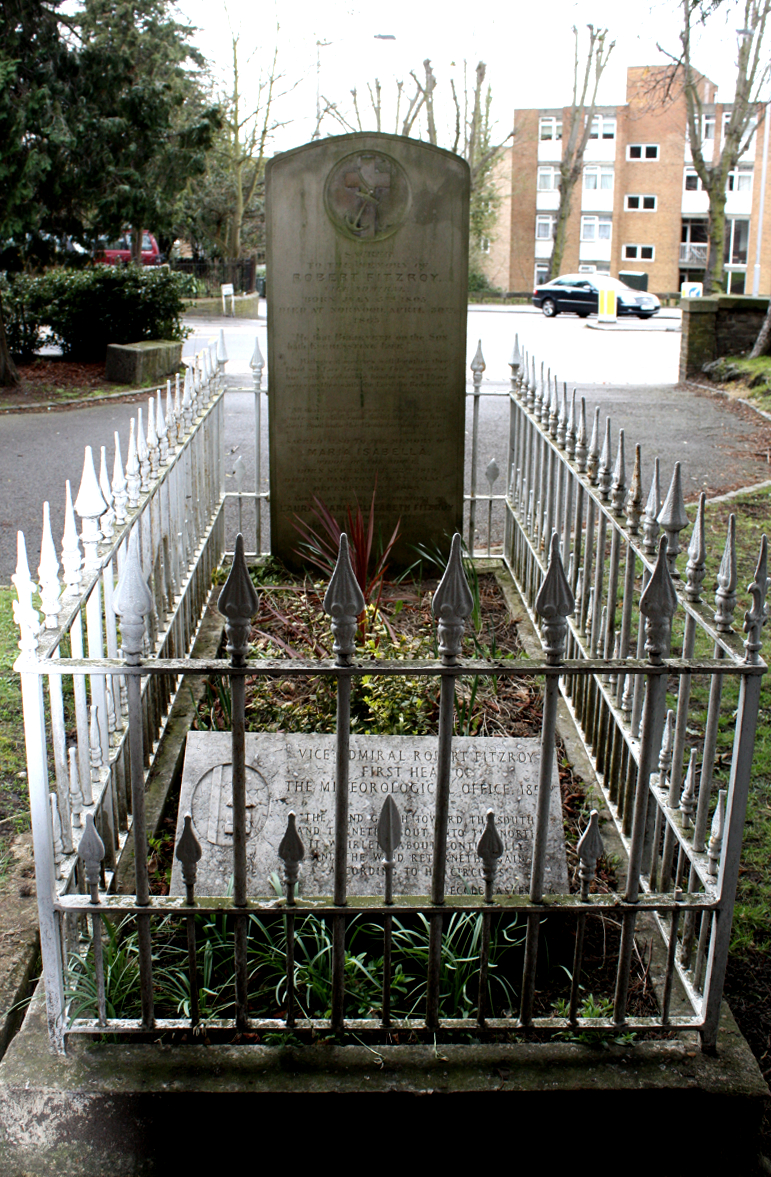
FitzRoys Grab in Upper Norwood, London

1854 wurde FitzRoy zum Meteorologischen Statistiker (Meteorological Statist) des Board of Trade ernannt, woraus später der britische Wetterdienst entstand. FitzRoy führte das Barometer und das Sturmglas auf britischen Schiffen ein. Als Reaktion auf eine schwere Havarie gab er ab 1861 Sturmwarnungen und einfache Wettervorhersagen heraus, die jedoch meistens falsch waren und ihm viel Spott eintrugen. FitzRoys Telegrafennetz befand sich in der Hauptsache auf den Britischen Inseln und dem europäischen Kontinent, sodass er kaum etwas über das Wetter wusste, das über den Atlantik heranzog. Gelegentlich wird FitzRoy als der „erste Meteorologe“ bezeichnet; der Ausdruck „Wettervorhersage“ (forecasting the weather) geht auf ihn zurück. Für seine Verdienste wurde er zum Admiral befördert.

### Mitgliedschaften
1851 wurde er zum Fellow (Mitglied) der Royal Society gewählt. 1863 wurde er korrespondierendes Mitglied der Académie des sciences in Paris.

### Ehrungen
Für seine Verdienste um die Wissenschaft erhielt Robert FitzRoy im Jahr 1837 die Goldmedaille der Royal Geographical Society. Nach ihm wurde auch der 3406 Meter hohe Berg Fitz Roy an der Grenze zwischen Chile und Argentinien benannt. Weiter ist die Verbindung zwischen Seno Otway und Seno Skyring in Patagonien in der Nähe von Punta Arenas nach ihm benannt (Canal FitzRoy). In Australien trägt der Fitzroy River ebenfalls seinen Namen. Gleiches gilt für die Landspitze Fitzroy Point an der Küste der antarktischen Joinville-Insel. Auch in der Pflanzenwelt wurde FitzRoy verewigt: Die Patagonische Zypresse, ein gewaltiger Nadelbaum Südamerikas (40–60 m hoch), trägt den Namen Fitzroya cupressoides. Die Siedlung Fitzroy auf den Falklandinseln ist nach ihm benannt. Im Jahr 2022 wurde er in die neu geschaffene Cape Horn Hall of Fame als einer der ersten 28 Mitglieder (englisch Inductees) aufgenommen.

## Schriften (Auswahl)
- Narrative of the surveying voyages of His Majesty’s Ships Adventure and Beagle between the years 1826 and 1836, describing their examination of the southern shores of South America, and the Beagle’s circumnavigation of the globe.
  - Proceedings of the second expedition, 1831–36. Henry Colburn, London 1839, (online).
  - Appendix. Henry Colburn, London 1839, (online).
- Remarks on New Zealand. W. and H. White, London 1846.
- Notes On Meteorology. Board of Trade, 1859, (online).
- Barometer Manual. Board of Trade, 1860, (online).
- The Weather Book: A Manual Of Practical Meteorology. Longman, Green, Longman, Roberts, & Green, London 1863, (online).